# 薩拉戈薩泰法國
薩拉戈薩泰法（阿拉伯语：طائفة سرقسطة）是一個位於伊比利亚半岛安達盧斯東部的阿拉伯穆斯林泰法国家，於1018年成立，首都在薩拉古斯塔市(現在薩拉戈薩)。它是在後倭馬亞王朝的科爾多瓦哈里發國崩潰後出現。由1013年生存至1110年。

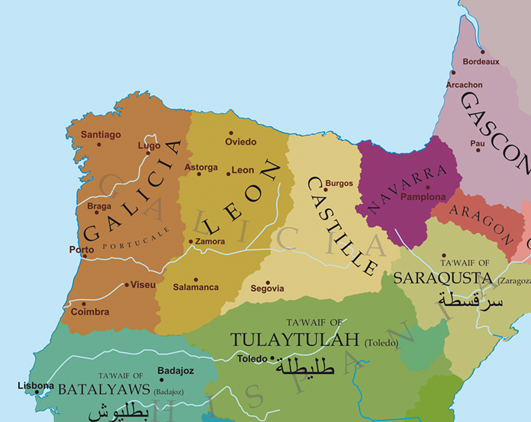
1065年伊比利亚半岛北部的地图:
加西亚二世的加利西亚王国
阿方索六世的莱昂王国
桑乔二世的卡斯蒂利亚王国
桑乔四世的纳瓦拉王国
桑喬·拉米雷斯的阿拉贡王国
泰法:
巴达霍斯泰法
塞维利亚泰法
托莱多泰法
萨拉戈萨泰法

在這一時期的前20年(1018-1038年），這座城市由阿拉伯圖吉布部落統治。他們後來被阿拉伯胡德部落取代，他們不得不與瓦倫西亞的熙德及其卡斯蒂利亞宗主組成對抗來自摩洛哥的阿爾摩拉維德的複雜聯盟，後者設法將泰法國置於他們的控制之下。熙德死後，他的王國被阿爾摩拉維德人征服，到1100 年，他們越過埃布羅河進入巴巴斯特羅，這使他們與阿拉貢王國直接對抗。
胡德王朝頑固地抵抗阿爾摩拉維王朝並統治，直到他們最終在1110年5月被阿爾摩拉維王朝擊敗。胡德的最後一位蘇丹阿卜杜勒·馬利克和薩拉古斯塔的伊馬德·阿德·道拉被迫放棄首都。阿卜杜勒·馬利克與阿拉貢的阿方索一世領導下的基督教阿拉貢人結盟，從那時起，薩拉古斯塔的穆斯林士兵在阿拉貢軍隊中服役。
在1040年至1115年，萊里達泰法從王國分裂獨立。